# Tingamarra
Tingamarra is een uitgestorven zoogdiergeslacht waartoe slechts een soort behoort: T.  porterorum. De classificatie van Tingamarra is niet geheel zeker, maar vaak wordt dit diertje ingedeeld bij de Condylarthra, een orde van primitieve hoefdieren.  
Tingamarra leefde 55 miljoen jaar geleden in Australië. Fossielen zijn gevonden in Murgon Fossil Site, Queensland. Tingamarra was een 20 cm lange bodembewoner die zich voedde met insecten, bladeren en fruit. Dit diertje is het oudst bekende placentale landzoogdier van Australië. Gelijktijdig met Tingamarra leefden wel al vleermuizen in Australië, die eveneens gevonden zijn in Murgon Fossil Site.  